# Yu (kana)
ゆ in hiragana o ユ in katakana è un kana giapponese e rappresenta una mora. La sua pronuncia è [jɯ].
In forma rimpicciolita (ゅ) viene utilizzata per modificare alcune sillabe aggiungendo la vocale "u" (ad esempio: き ki → きゅ kyu).
| Forma                    | Rōmaji | Hiragana        | Katakana        |
| ------------------------ | ------ | --------------- | --------------- |
| Normale y- (や行 ya-gyō) | yu     | ゆ              | ユ              |
| Normale y- (や行 ya-gyō) | yuu yū | ゆう, ゆぅ ゆー | ユウ, ユゥ ユー |

## Altri progetti

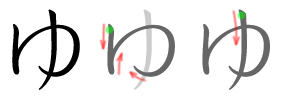
Stile di scrittura di ゆ

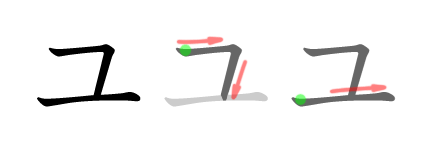
Stile di scrittura di ユ

## Varianti
- きゅ / キュ : kyu (/kʲɯ/)
- ぎゅ / ギュ : gyu (/ɡʲɯ/)
- しゅ / シュ : shu (/ɕɯ/)
- ちゅ / チュ : chu (/cɕɯ/)
- じゅ / ジュ : ju  (/ʑɯ/)
- にゅ / ニュ : nyu (/nʲɯ/)
- ひゅ / ヒュ : hyu (/çʲɯ/)
- びゅ / ビュ : byu (/bʲɯ/)
- ぴゅ / ピュ : pyu (/pʲɯ/)
- みゅ / ミュ : myu (/mʲɯ/)
- りゅ / リュ : ryu (/ɺʲɯ/)

## Scrittura
Template:Stroke order in writing ゆ